# Joevin Jones
Joevin Martin Jones (ur. 3 sierpnia 1991 w Carenage) – piłkarz trynidadzko-tobagijski grający na pozycji lewego obrońcy lub pomocnika. Jest zawodnikiem klubu Police FC.

## Życiorys

### Kariera klubowa
Swoją karierę piłkarską Jones rozpoczął w klubie W Connection. W 2009 roku zadebiutował w nim w pierwszej lidze Trynidadu i Tobago. W sezonie 2011/2012 wywalczył z nim swój pierwszy w karierze tytuł mistrza Trynidadu i Tobago. W 2014 roku był wypożyczony do fińskiego klubu Helsingin Jalkapalloklubi. W 2015 grał w Chicago Fire, a w 2016 trafił do Seattle Sounders FC.
W latach 2018–2019 występował w niemieckim klubie SV Darmstadt 98.
7 maja 2019 ponownie podpisał kontrakt z amerykańskim klubem Seattle Sounders FC, kwota odstępnego 134 tys. euro.

### Kariera reprezentacyjna
W reprezentacji Trynidadu i Tobago Jones zadebiutował 7 października 2010 w przegranym 0:2 meczu Digicel Cup z Kubą. W 2010 roku wystąpił w Pucharze Karaibów 2010. Z kolei w 2012 roku zajął z Trynidadem i Tobago 2. miejsce w Pucharze Karaibów 2012.